# Planète préhistorique
 (juin 2023).
Planète préhistorique est une série télévisée documentaire, produite par Apple TV+ et BBC Studios, diffusée en 2022. La série présente le quotidien de la Terre aux temps des dinosaures. David Attenborough fait office de narrateur tout au long de la série.

## Production
La série s'appuie en grande partie sur des découvertes paléontologiques de 2022 et sur les comportements des animaux actuels. Le paléozoologue Darren Neish ou l'illustrateur scientifique Gabriel Ugueto ont été impliqués dans le projet.
Toute la série a été tournée en pleine nature afin de donner un aspect authentique aux images. Pour les images de synthèse, les producteurs ont fait appel à Jon Favreau ainsi qu'à la société Moving Pictures Company, considérée comme l'une des meilleures dans son domaine.
Une deuxième saison est diffusée en 2023, agrémentée d'une partie pédagogique menée par des experts et des paléontologues, qui clôt chaque épisode. Ces explications permettent d'apprendre comment les reconstitutions sont menées et sur quelles découvertes elles reposent.

## Réception

### Critique
Le Monde estime que « le réalisme des images est bluffant » et loue « une réalisation exigeante, de la rigueur et quelques trouvailles (les abysses luminescents, les moustiques) » qui font « oublier le côté « déjà vu » du sujet ».
Écran Large considère la saison 2 meilleure que la première, notamment grâce à l'ajout d'explications scientifiques en fin d'épisodes qui viennent rendre plus crédibles et factuelles les scènes qui ont précédé.

## Nominations
La série est nommée à plusieurs reprises pour les Annie Awards 2023.

## Fiche technique
- Titre original : Prehistoric Planet
- Titre français : Planète Préhistorique
- Réalisation : Andrew R. Jones, Adam Valdez
- Scénario : Paul Stewart, Dom Walter, Matthew Wright
- Direction artistique : Tom Brass
- Photographie : Simon de Glanville, Andrew Fleming, Jonathan Jones, Paul Klaver, Ian Llewellyn, Mark MacEwen et Paul Stewart
- Effets spéciaux numériques : Jody Eltham, Darrell Guyon, Luke Murphy, Bernard Newton
- Musique : Hans Zimmer, Andrew James Christie
- Production : Amanda Brown, Michelle Soldani
- Production exécutive : Jon Favreau, Mike Gunton
- Sociétés de production : Apple TV+, BBC Studios
- Société(s) de distribution (télévision) : Apple TV+, BBC Studios
- Pays d'origine : États-Unis, Royaume-Uni
- Langue originale : anglais
- Format : couleur - 16 : 9 - son Dolby Digital
- Genre : Documentaire, historique, animalier
- Durée : 40 minutes

 Sauf indication contraire, les informations mentionnées dans cette section peuvent être confirmées par la base de données cinématographiques IMDb,  présente dans la section « Liens externes ».

## Épisodes

### Saison 1 (2022)
| N° | #  | Titre                        | Réalisation                  | Première diffusion |
| --- | -- | ---------------------------- | ---------------------------- | ------------------ |
| 01 | 01 | Les côtes Coasts             | Adam Waldez                  | 23 mai 2022        |
| Un Tyrannosaurus mâle et sa progéniture traversent à la nage une voie maritime dangereuse, afin de se nourrir d'un cadavre d'Archelon. De jeunes ptérosaures Alcione prennent leur premier envol à travers un escadron de ptérosaures prédateurs, Barbaridactylus et Phosphatodraco, tandis que des Tethydraco nichent leur couvée sur la rive en contrebas. Des Tuarangisaurus se rendent dans une baie à la recherche de gastrolithes. Un Mosasaurus mâle est nettoyé par les poissons du récif et défend son territoire contre un rival plus jeune. Des ammonites scaphitides effectuent une parade d'accouplement particulièrement élaborée. Une Tuarangisaurus enceinte est prise pour cible par un Kaikaifilu, mais est protégée par les membres de son clan, avant de donner naissance à un bébé en bonne santé. |    |                              |                              |                    |
| 02 | 01 | Les déserts Deserts          | Andrew R. Jones, Adam Valdez | 24 mai 2022        |
| Plusieurs mâles Dreadnoughtus s'affrontent pour le droit de s'accoupler. Un groupe de Velociraptor chasse des lézards au milieu de trois Tarbosaurus endormis. Un Mononykus cherche des termites et explore de nouvelles options alimentaires après une brève averse. Plusieurs types de dinosaures se rassemblent autour d'une oasis en Mongolie. Des mâles Barbaridactylus se disputent les femelles au sommet d'un plateau isolé. Un troupeau de Secernosaurus brave les dunes de gypse à la recherche de nourriture. |    |                              |                              |                    |
| 03 | 01 | L'eau douce Freshwater       | Andrew R. Jones              | 25 mai 2022        |
| Un trio de Velociraptor chasse des ptérosaures juvéniles près d'une cascade. Un Tyrannosaure âgé et meurtri par les combats soigne ses blessures et rencontre une jeune femelle. Un Deinocheirus cherche à se débarrasser des mouches qui le piquent. Une femelle Quetzalcoatlus construit et protège son nid. Un Masiakasaurus et ses petits chassent des crabes, mais l'un de ses petits tombe dans une embuscade tendue par un Beelzebufo. Des Elasmosaurus pénètrent dans un estuaire à la recherche de poissons. |    |                              |                              |                    |
| 04 | 01 | Les mondes glacés Ice Worlds | Adam Valdez                  | 26 mai 2022        |
| Des Dromaeosaurus traquent un troupeau d'Edmontosaurus alors qu'ils traversent une rivière glacée. Des Ornithomimus mâles pillent les nids de leurs rivaux pour renforcer le leur. Un troupeau d'Olorotitan élève sa progéniture dans des champs volcaniques fertiles, mais doit faire face à des moustiques. Un Troodon chasse les mammifères en propageant un feu de forêt. Un Antarctopelta juvénile parcourt la forêt à la recherche d'une nouvelle tanière pour l'hiver. Un troupeau de Pachyrhinosaurus s'oppose à une meute de Nanuqsaurus. |    |                              |                              |                    |
| 05 | 01 | Les forêts Forests           | Andrew R. Jones, Adam Valdez | 27 mai 2022        |
| Un troupeau d'Austroposeidons sillonne les arbres à la recherche de feuillage frais. Un troupeau de Triceratops traverse une grotte à la recherche d'une veine d'argile souterraine. Un Carnotaurus mâle prépare le terrain pour une parade élaborée. Une femelle Qianzhousaurus chasse un Corythoraptor pendant une tempête automnale. Une famille d'Edmontosaurus échappe à un incendie de forêt, tandis qu'un Atrociraptor et un Anodontosaurus en récoltent les fruits. Trois Therizinosaurus juvéniles tentent de grimper jusqu'à une ruche. Un Hatzegopteryx s'attaque à des Zalmoxes juvéniles et patrouille depuis les sous-bois denses jusqu'au littoral parsemé d'embruns. |    |                              |                              |                    |

### Saison 2 (2023)
| N° | #  | Titre                            | Réalisation                  | Scénariste         | Première diffusion |
| --- | -- | -------------------------------- | ---------------------------- | ------------------ | ------------------ |
| 01 | 02 | Les îles Islands                 | Andrew R. Jones              | Paul D. Stewart    | 22 mai 2023        |
| Espèces apparaissant dans l'épisode : - Adalatherium - Alcione - Hatzegopteryx - Madtsoia - Majungasaurus - Masiakasaurus - Morrosaurus - Imperobator - Simosuchus - Tethyshadros - Prognathodon - Zalmoxes  |    |                                  |                              |                    |                    |
| 02 | 02 | Les terres arides Badlands       | Adam Valdez, Andrew R. Jones | Nick Lyon          | 23 mai 2023        |
| Espèces apparaissant dans l'épisode : - Corythoraptor - Isisaurus - Kuru - Nemegtosaurus - Prenocephale - Rajasaurus - Tarbosaurus - Tarchia - Velociraptor                                                  |    |                                  |                              |                    |                    |
| 03 | 02 | Les marécages Swamps             | Krzysztof Szczepański        | Alec Ginns         | 24 mai 2023        |
| Espèces apparaissant dans l'épisode : - Austroraptor - Beelzebufo - Edmontosaurus - Masiakasaurus - Pachycephalosaurus - Ptérosaure non identifié - Rapetosaurus - Shamosuchus - Triceratops - Tyrannosaurus |    |                                  |                              |                    |                    |
| 04 | 02 | Les océans Oceans                | Adam Valdez                  | Amber Cherry Eames | 25 mai 2023        |
| Espèces apparaissant dans l'épisode : - Baculites - Diplomoceras - Hesperornis - Morturneria - Mosasaurus - Nostoceras - Phosphorosaurus - Pyroraptor - Tuarangisaurus - Xiphactinus                         |    |                                  |                              |                    |                    |
| 05 | 02 | L'Amérique du nord North America | Andrew R. Jones              | Paul Thompson      | 26 mai 2023        |
| Espèces apparaissant dans l'épisode : - Alamosaurus - Globidens - Nanuqsaurus - Ornithomimus - Pectinodon - Quetzalcoatlus - Sphenodiscus - Styginetta - Triceratops - Troodon - Tyrannosaurus               |    |                                  |                              |                    |                    |